# Zohra Drif
Zohra Drif Bitat (زهرة ظريف بيطاط), geboren op 28 december 1934), is een gepensioneerde Algerijnse advocaat, moudjahid (een militant van de Algerijnse onafhankelijkheidsoorlog), en de vice-president van de Raad van de Natie, het Hogerhuis van het Algerijnse parlement. Drif werd geboren in Tissemselt, Algerije, onderdeel van de provincie Tiaret, waar haar grootvader imam was en haar vader diende als advocaat en rechter in Tiaret. Ze staat vooral bekend om haar activiteiten namens het Nationaal Bevrijdingsfront (FLN) tijdens de Algerijnse onafhankelijkheidsoorlog.
Drif was getrouwd met Rabah Bitat een van de leiders van de FLN en voormalig president van Algerije. In Algerije wordt ze beschouwd als een heldin in de Algerijnse Onafhankelijkheidsoorlog tegen de Franse kolonisatie. Ze maakte deel uit van het bommennetwerk van de FLN en tijdens de Algerijnse Onafhankelijkheidsoorlog werkte ze samen met Ali La Pointe, Hassiba Ben Bouali en Yacef Saâdi, hoofd van de Autonome Zone van Algiers. Haar tijd in de oorlog staat vooral bekend in verband met de bomaanslag op het Milk Bar Café in 1956.

## Biografie
Drif werd geboren in een welgestelde, traditionele Algerijnse familie en groeide op in het platteland. Ze groeide op in Vialar. Drifs vader was een gevestigde advocaat en bereikte de status van qadi. Ze bezocht een elite middelbare school, het Lycée Fromentin, in Algiers, en studeerde later rechten aan de universiteit van Algiers vanaf 1954. Het was op het Lycée Fromentin dat ze haar goede vriendin ontmoette, en later medelid van de FLN, Samia Lakhdari. Haar toenemende betrokkenheid bij de FLN had echter invloed op haar cijfers en ze moest haar studie tijdelijk stopzetten. Drif ontwikkelde idealen die zowel feministisch als anti-koloniaal waren. In haar memoires noemt Drif haar familie en vrienden als een belangrijke invloed op haar idealen, met name haar moeder maar ook haar broer die ook betrokken was bij de vrijheidsstrijd en leed aan mentale gezondheidsproblemen als gevolg daarvan. Ook haar relatie met de familie van Samia Lakhdari, met wie ze filosofische debatten voerde die fundamenteel bleken voor het vormen van haar overtuigingen. Bovendien noemt Drif de invloed van Franse revolutionaire en verlichtingsfilosofen als een belangrijke invloed in haar opvoeding, met name verwijzend naar de “Verklaring van de Rechten van de Mens en van de Burger” van 1793, evenals andere belangrijke denkers zoals Danton, Montesquieu en Clémenceau. Voor Drif was de overweldigende tegenstelling tussen individuele rechten en vrijheden zoals geprofiteerd in de Franse filosofie een directe tegenstelling tot haar ervaringen met het Franse kolonialisme.

### Deelname aan de FLN

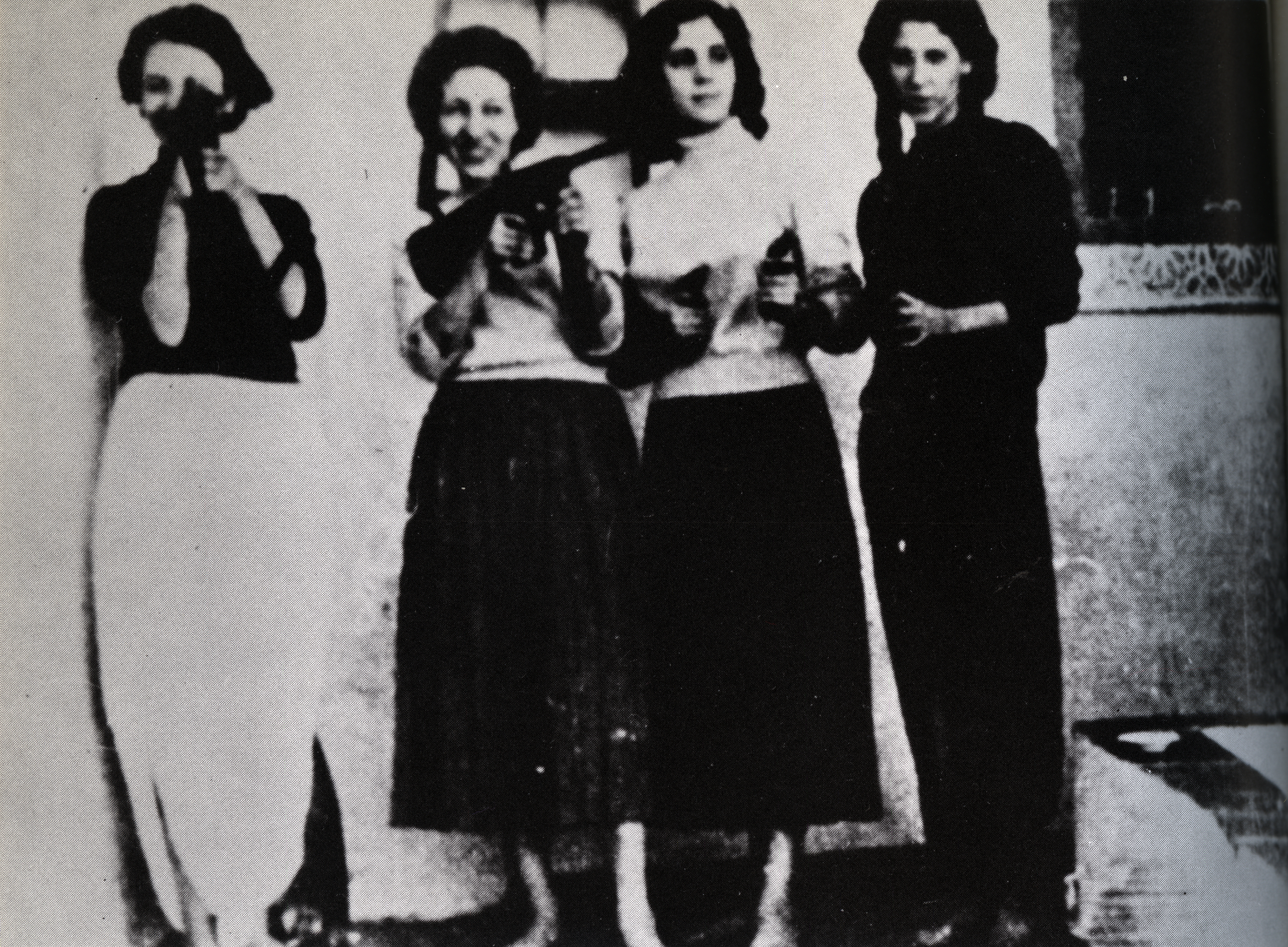
Drif (tweede van links) (Algerijnse Oorlog).

Drif speelde ook een actieve rol in de activiteiten van de FLN rond deze tijd, samen met Djamila Bouhired en Hassiba Ben Bouali. Ze sloot zich vroeg aan bij de revolutionaire beweging tijdens haar studie aan de Universiteit van Algiers, omdat ze betrokken was bij de Autonome Zone van Algiers. Later, samen met haar vriendin Samia Lakhdari, sloot Drif zich aan bij de FLN, aanvankelijk voornamelijk door het leveren van pakketten en het ondersteunen van de strijd op afstandelijke manieren. Pas later, in 1956, raakte Drif meer betrokken bij de gewapende gelederen van de FLN na de arrestatie van belangrijke figuren van de FLN, wat Drif en velen anderen motiveerde om zich bij de strijd aan te sluiten.
Drif heeft vaak haar rol in de revolutie uitgelegd, evenals het belang van vrouwen in de revolutie. In haar memoires ondersteunt Drif de overtuiging dat vrouwen een unieke bijdrage leverden aan de beweging en in staat waren taken uit te voeren en onder minder verdenking te opereren dan hun mannelijke collega's. Dit werd vooral belangrijk toen Drif betrokken was bij de bomaanslagen en zich kon vermommen in Europese kleding om discreet delen van de stad te bereiken waar ze anders niet zou worden toegelaten. Ze gebruikte zo'n vermomming bij de bomaanslag op het Milk Bar Café in 1956. Bovendien werd het gebruik van geweld tegen vrouwen, vooral jonge vrouwelijke studenten, gezien als bijzonder schadelijk voor het koloniale imago en daarom ingezet door de FLN als een waardevol propagandamiddel om sympathie te wekken voor hun inspanningen.
In januari 1957 verklaarden de Franse autoriteiten de Slag om Algiers en de FLN wordt zwaar getroffen door Franse parachutisten onder bevel van Generaal Massu. In juli en augustus 1957 woonde Drif twee interviews bij tussen Yacef Saâdi en Germaine Tillion op 4 juli en 9 augustus.

### Bomaanslag op het Milk Bar Café (1956)
Op 30 september 1956 kreeg Drif's eenheid, bestaande uit haar en twee andere vrouwelijke revolutionairen, Samia Lakhdari en Djamila Boupacha, de opdracht om een bomaanslag uit te voeren. Elke vrouw koos haar eigen locatie voor de bom. Terwijl Samia Lakhdari Rue Michelet (huidige Rue Didouche Mourad) selecteerde en Djamila Boupacha het kantoor van Air France koos, koos Drif het populaire Milk Bar Café uit om haar bom te plaatsen. In haar memoires herinnert ze zich het bezoeken van de locatie voorafgaand aan de aanval en het oefenen van haar exacte bewegingen onder getimede omstandigheden om haar daad te perfectioneren. Bovendien herinnert ze zich op de dag van de bomaanslag dat ze zich kleedde in een zomerjurk in Europese stijl en een Europees kapsel nam om ervoor te zorgen dat ze zou opgaan in het café. Terwijl de bom die in het kantoor van Air France was geplaatst niet ontplofte, deden die op Rue Michelet en Drif's in het Milk Bar Café dat wel. De aanval van Drif kostte het leven aan drie jonge vrouwen en verwondde anderen.
Na de aanval herinnert Drif zich in haar memoires geen schuld of schaamte te voelen, maar eerder trots op haar succes. In het bijzonder herinnert ze zich dat ze haar daden gerechtvaardigd vond door de overtuiging dat ze slechts reageerde op jaren van koloniale onderdrukking en geweld. Bovendien beschouwt ze deze aanval als een beslissend keerpunt omdat het internationale belangstelling voor de ‘Algerijnse situatie’ opwekte en de kwestie van de onafhankelijkheid op het wereldtoneel bracht.
Verder herinnert Drif zich het gemak waarmee de koloniale autoriteiten de onschuldige Algerijnse Communistische Partijlid Raymonde Peschard beschuldigden en vermoorden als verontrustend. Drif suggereert dat dit haar toewijding aan de beweging verder versterkte, omdat het bevestigde dat de Franse autoriteiten hun toewijding aan beginselen van gelijkheid en vrijheid niet relevant vonden in Algerije.

### Arrestatie en gevangenschap
Voorafgaand aan haar arrestatie was Drif zich ervan bewust dat ze steeds meer werd achtervolgd door de koloniale autoriteiten en vanaf april 1957 had ze nauwe ontsnappingen aan gevangenneming gehad. Bovendien maakte de arrestatie van degenen die dicht bij Drif stonden, waaronder haar vriendin Djamila Boupacha, haar nog meer bewust voor de mogelijkheid van gevangenneming.
Het laatste veilige huis van Drif was op 4 rue Canton, waar ze in april 1957 naartoe verhuisde en verbleef tot haar uiteindelijke arrestatie op 22 september 1957. Drif werd gearresteerd samen met haar collega en militaire leider van de FLN Yacef Saâdi. Saâdi en Drif werden meegenomen naar Villa Nador in het centrum van Algiers. Ze werd verhoord door de koloniale autoriteiten en vastgehouden in eenzame opsluiting, maar werd nooit onderworpen aan de brute martelmethoden die synoniem stonden voor het regime van de koloniale autoriteiten.
In augustus 1958 werd Drif veroordeeld tot 20 jaar dwangarbeid door het militaire tribunaal van Algiers wegens terrorisme, en werd opgesloten in de vrouwenvleugel van de Barbarossa-gevangenis. Na haar initiële gevangenschap werd ze overgeplaatst tussen verschillende Franse gevangenissen. Ze publiceerde een verhandeling van 20 pagina's, getiteld De dood van mijn broeders (Frans: La Mort de mes frères), in 1960, terwijl ze nog steeds in de gevangenis zat. Drif werd uiteindelijk gratie verleend door Charles de Gaulle ter gelegenheid van de Algerijnse onafhankelijkheid in 1962. Gedurende haar tijd in de gevangenis zette Drif echter haar juridische studies voort.

### Na de onafhankelijkheid
Na haar vrijlating uit de gevangenis richtte Drif een organisatie op voor jongeren die wees waren geworden tijdens de Algerijnse Onafhankelijkheidsoorlog, terwijl ze ook werkzaam was als strafrechtadvocaat in Algiers. Ze werd een van de eerste vrouwen die werd gekozen voor de Algerijnse Raad van de Naties, waar ze 15 jaar lang bleef werken. Ze was lid tot januari 2016.
Uiteindelijk werd ze vicepresident. Tijdens haar tijd in de raad was ze voorzitter van de "le Groupe d’amitié Algérie-France" (Algerijns-Franse Vriendschapsgroep), waarbij haar rol was om "relaties van vriendschap tussen het Franse volk te bevorderen," "relaties van vertrouwen" "tussen de Algerijnse en Franse parlementen,"..." om de problemen te bespreken die onze twee bevolkingen interesseren om eerlijk te zijn". In dezelfde toespraak gaf ze aan dat "sinds de Verklaring van 1 november 1954, de FLN zei, dat ze vochten tegen koloniale krachten en niet tegen het Franse volk."
Ze was een van de oprichtende critici van de "Code de la Famille" (de wetgeving op het gebied van familierelaties in Algerije) toen deze in 1984 werd ingevoerd. De Familiecode werd veel bekritiseerd en veel van dezelfde vrouwelijke militanten, waaronder Drif, die deelnamen aan de oorlog, bleven in de jaren tachtig demonstreren tegen de Familiecode en het islamitisch fundamentalisme en de genderongelijkheid in Algerije na de oorlog.
Hoewel ze door haar generatie werd beschouwd als een heldin in de Algerijnse Onafhankelijkheidsoorlog, is haar plaats in het politieke leven bekritiseerd door jongere generaties. De vrouwelijk militanten die vochten voor de Algerijnse onafhankelijkheid zijn ervan beschuldigd privileges te hebben genomen na de bevrijding, die door de Algerijnse staat zijn toegekend.
Drif werd benoemd tot de Senaat van Algerije en in haar functie, net als anderen van de oudere vrouwelijke militanten, werd ze met veel vijandigheid geconfronteerd. Ze was het slachtoffer van vele beschuldigingen, allemaal moeilijk te verifiëren, maar allemaal zeer kritisch in de Algerijnse publieke opinie. Met name in januari 2014 beschuldigde haar oude metgezel in het verzet, Yacef Saâdi, haar ervan Ali La Pointe te hebben verraden.

## Persoonlijk leven
Drif is de weduwe van de voormalige Algerijnse president Rabah Bitat.Drif en Bitat kregen drie kinderen en hebben nu vijf kleinkinderen. Ze waren getrouwd tot zijn dood in 2000.
Sinds haar pensionering bij de Algerijnse regering heeft ze haar memoires gepubliceerd en heeft ze deelgenomen aan vele lezingen over de hele wereld.

## Boeken
- Drif, Zohra (2017), Inside the Battle of Algiers : Memoir of a Woman Freedom Fighter, Just World Books, ISBN 9781682570753, ISBN 9781682570753